# Praça Luís de Camões
A Praça Luís de Camões, também conhecida por Praça António Lereno, antigamente Pracinha da Escola Grande), é uma das principais praças na capital de Cabo Verde, Praia. Encontra-se entre a Rua Serpa Pinto e a Avenida Andrade Corvo na parte oriental do Plateau, o centro histórico da cidade. O nome da praça homenageia o escritor português Luís de Camões.
Edifícios notáveis em redor da praça são:
- O monumento ao Dr. António Lereno (1850–1916)
- A antiga Escola Grande, construída em 1877
- A antiga biblioteca, hoje ocupada pela reitoria da Universidade de Cabo Verde

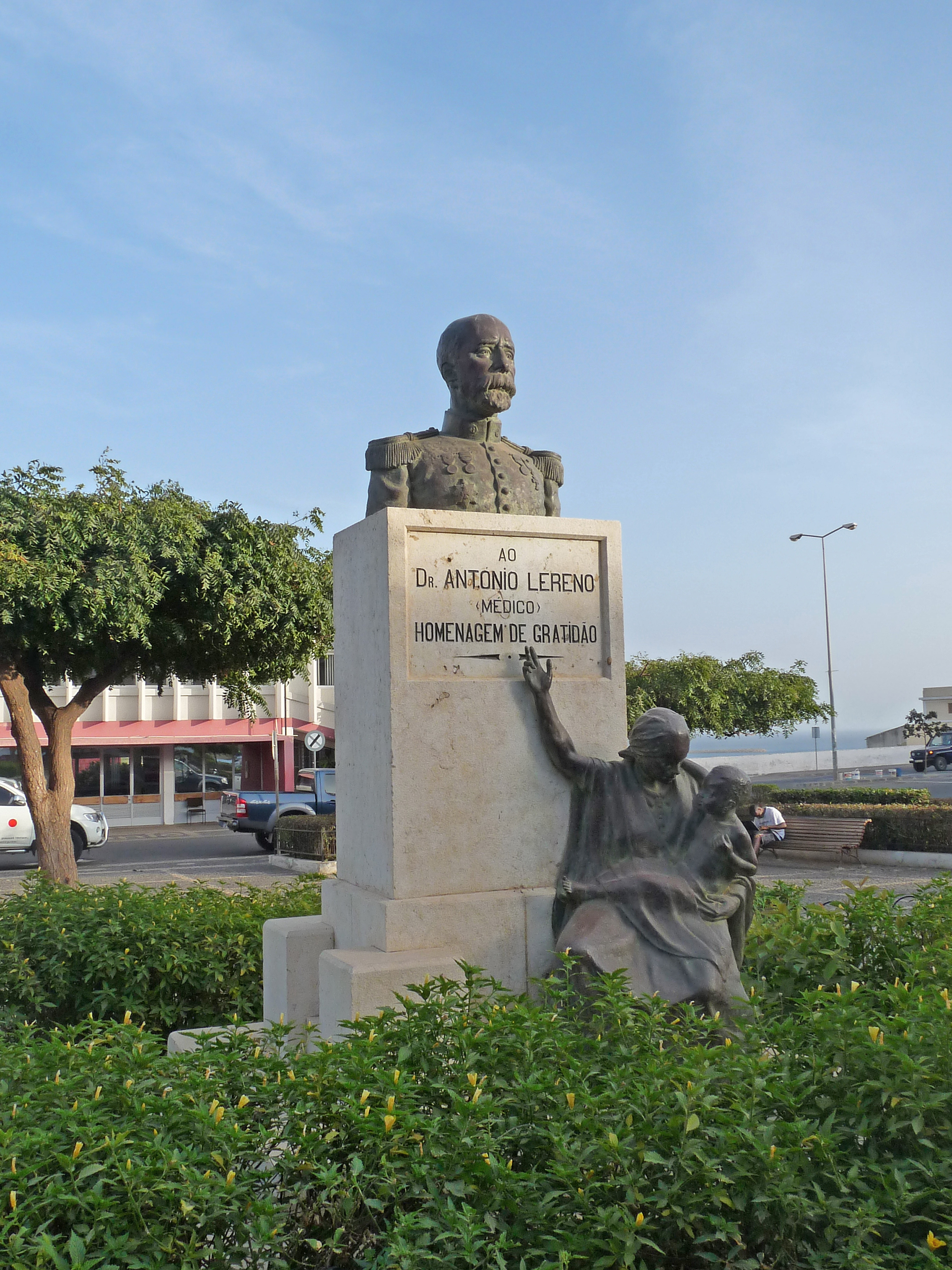
Monumento ao Dr. António Lereno

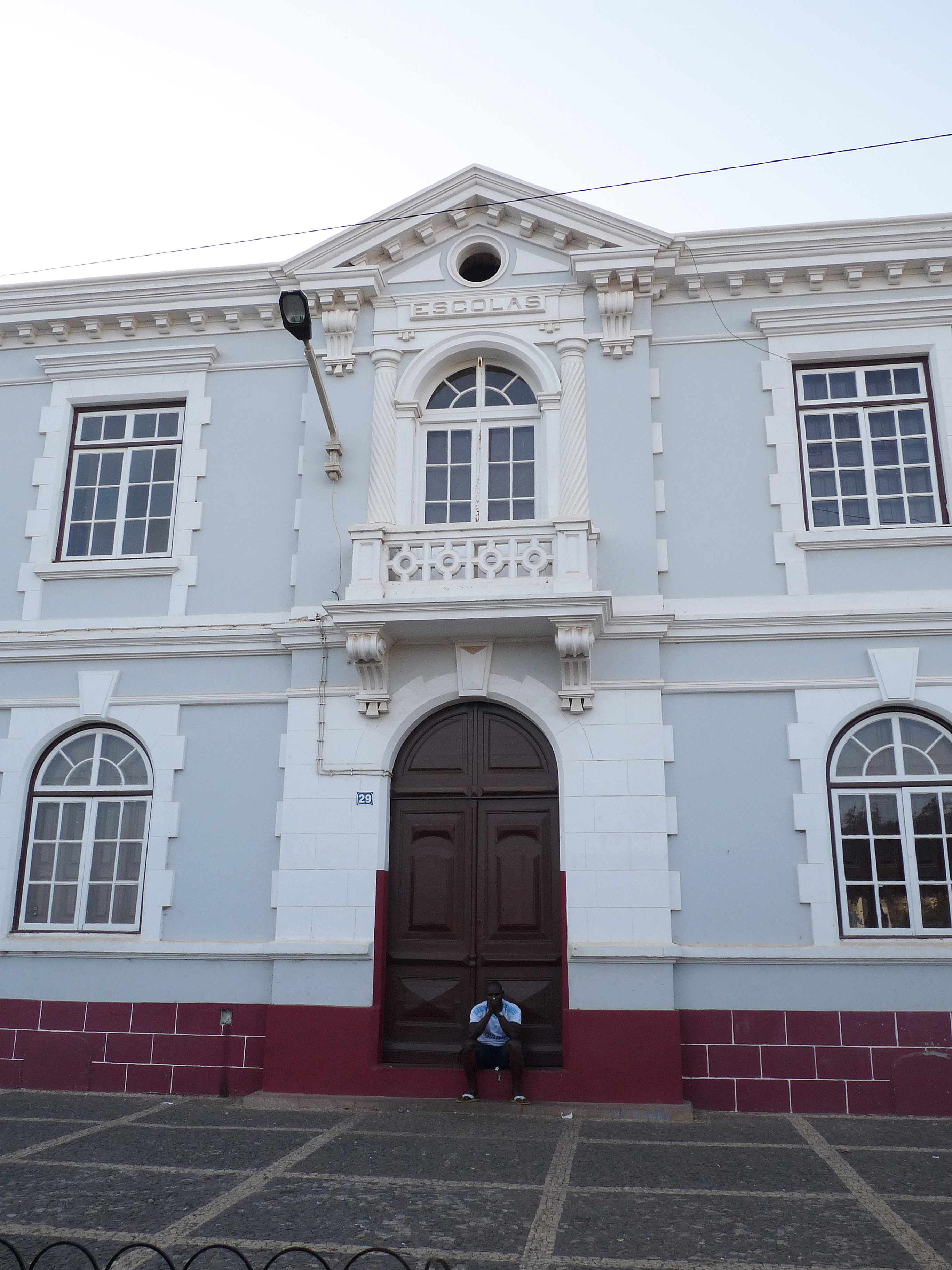
Escola Grande

## References
1. ↑  Inventário dos recursos turísticos do município da Praia, Direcção Geral do Turismo, p. 39-40
2. 1 2  Valor simbólico do centro histórico da Praia, Lourenço Conceição Gomes, Universidade Portucalense, 2008, p. 374-396